# 2 ryk og en aflevering
2 ryk og en aflevering è un film del 2003 diretto da Aage Rais-Nordentoft e ispirato all'antologia di racconti To ryk og en aflevering di Jesper Wung-Sung.

## Trama
Jakob, Bo e Mikkel, tre ragazzi del primo anno della scuola secondaria vicino ad Århus, trascorrono il loro tempo libero al fast food locale, al negozio di noleggio video e sul campo da calcio e parlano esclusivamente di calcio e ragazze.

## Produzione
Sulla realizzazione del film è stato girato un cortometraggio documentaristico televisivo intitolato Det store lærred: 2 ryk og 1 aflevering, diretto da Michael Sandager e trasmesso il 5 ottobre 2003 su TV2 Danmark.

## Riconoscimenti
- 2004 - Premio Robert
  - Nomination Miglior film per ragazzi